# 1911 en Italie
Chronologie de l'Italie
- 1907
- 1908
- 1909
- 1910
- 1911
- 1912
- 1913
- 1914
- 1915

## Événements
- 1er mars : les nationalistes italiens publient un hebdomadaire, L'Idea Nazionale (it), organe de l’Association nationaliste italienne, et choisissent comme date de départ l'anniversaire de la bataille d'Adoua[1].
- 11 mars-3 novembre : exposition internationale de Florence[2].
- 14-17 mars : l’Italie célèbre le 50e anniversaire de son unité par une série d’expositions à Rome, à Florence et à Turin[3],[4].
- 23 mars :  à l’instigation de Giolitti, le roi reçoit pour la première fois un député socialiste, Leonida Bissolati[5]. Bien que ce dernier refuse un portefeuille dans le nouveau cabinet Giolitti, l’événement provoque de vives polémiques au sein du parti socialiste.
- 28 mars-31 décembre : exposition internationale de Rome[2].
- 29 mars : le président du conseil italien Luigi Luzzatti démissionne et Giovanni Giolitti revient aux affaires le 30 mars (fin le 20 mars 1914)[6].

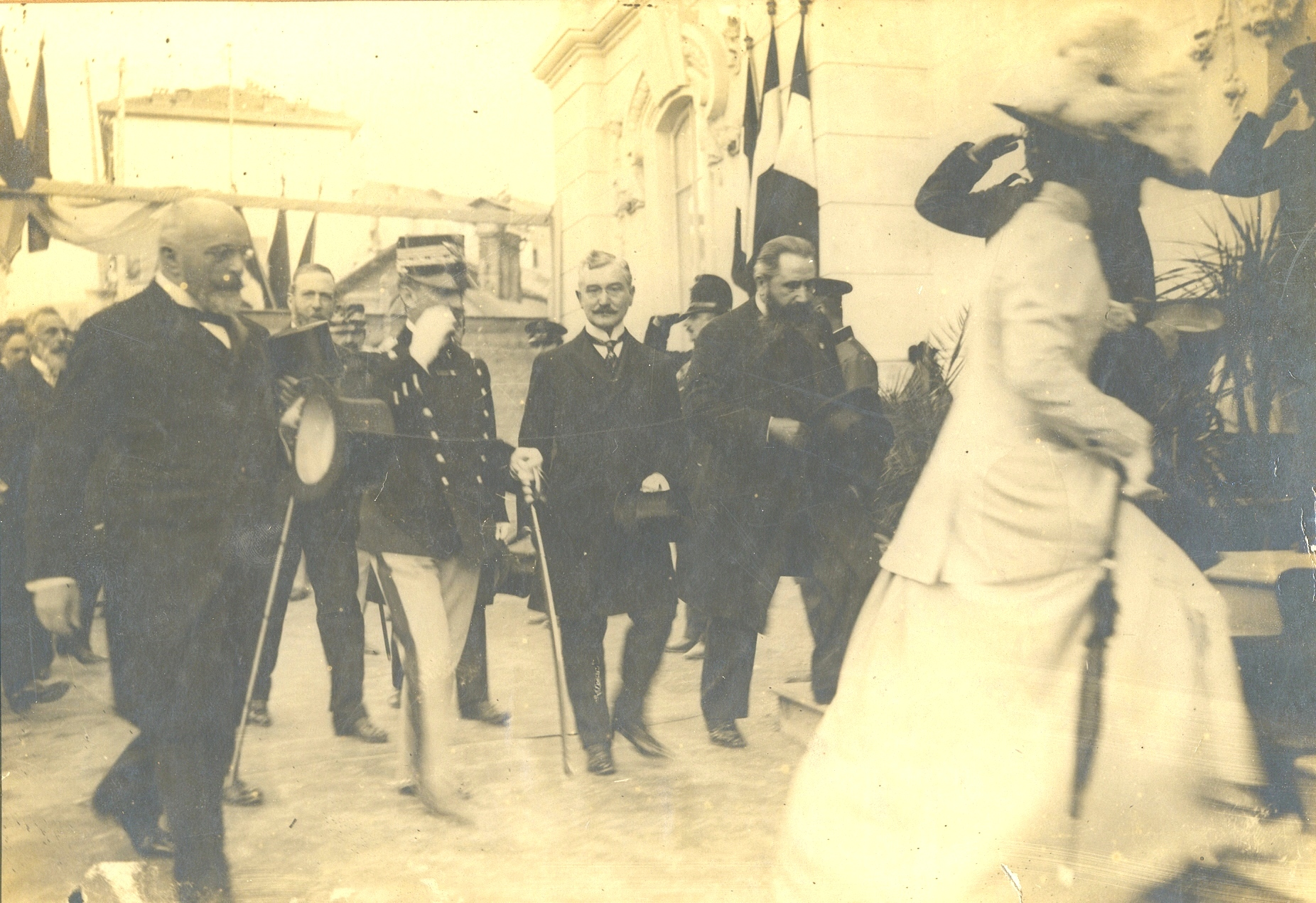
Inauguration du pavillon argentin à Turin.

- 29 avril : ouverture de l'Esposizione internazionale dell'industria e del lavoro à Turin (fin le 31 octobre)[4].
- 4 juin : le roi d'Italie inaugure le monument à Victor-Emmanuel II sur le Capitole en présence de tous les maires du pays et des anciens combattants des guerres du Risorgimento[7].

- 29 septembre : après une violente campagne nationaliste et pour ne pas préjuger de ses aspirations sur la Tripolitaine, l’Italie déclare la guerre à l’Empire ottoman[8].

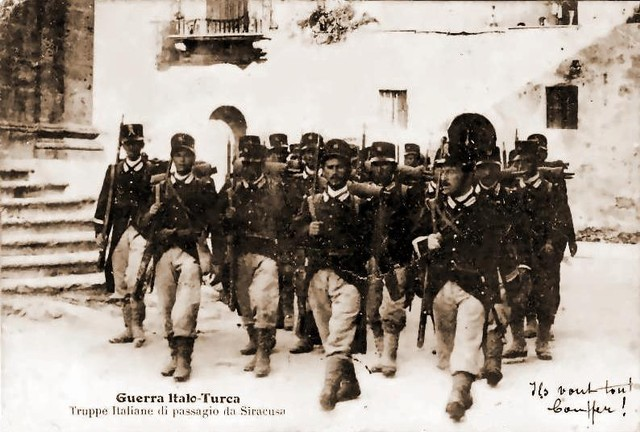
Troupes italiennes passant par Syracuse.

- 5 octobre : intervention italienne en Tripolitaine. Prise de Tripoli[8].
- 5 novembre : l’Italie proclame sa souveraineté sur la Tripolitaine et la Cyrénaïque[9]. 15 000 Italiens sont expulsés de l’Empire ottoman[10] (70 000 vivent alors à Constantinople, Smyrne ou Beyrouth[11]).

- 18 400 km de chemin de fer[12].

## Culture

### Cinéma

#### Livres parus en 1911
- Luigi Pirandello : Giustino Roncella né Boggiolo

## Naissances en 1911
- 13 janvier : Guido Del Mestri, cardinal, créé par le pape Jean-Paul II, nonce apostolique en Allemagne. († 2 août 1993).
- 2 juillet : Diego Fabbri, acteur, dramaturge et scénariste. († 14 août 1980)
- 18 novembre : Attilio Bertolucci, écrivain, poète, critique littéraire, traducteur et universitaire. († 14 juin 2000)
- 3 décembre : Nino Rota (Giovanni Rota), compositeur et chef d'orchestre. († 10 avril 1979)

## Décès en 1911
- 24 février : Fermo Forti, 72 ans, peintre et sculpteur,  connu pour ses sujets sacrés, historiques et ses scènes de genre, peints dans un style réaliste. {° 3 février 1839)
- 6 mars : Guglielmo de Sanctis, 81 ans, peintre, d'abord de thèmes religieux et historiques, dans un style très influencé par le mouvement Purismo de son maître Tommaso Minardi, puis portraitiste? (° 8 mars 1829)
- 7 mars : Antonio Fogazzaro, 68 ans, poète et écrivain, auteur de Piccolo mondo antico (Petit monde d'autrefois) (1895), considéré comme un classique de la littérature italienne et traduit dans de multiples langues. (° 25 mars 1842)
- 13 mars : Giuseppe Sciuti, 77 ans, peintre, spécialisé dans les vedute, les scènes historiques et scènes de genre ainsi que dans le portrait psychologique. (° 26 février 1834)
- 30 mars : Pellegrino Artusi, 90 ans, critique littéraire, écrivain et gastronome. (° 4 août 1820)
- 15 juillet : Fulvia Bisi, 92 ans, peintre, connue surtout pour ses peintures de paysages et ses vedute. (° 24 décembre 1818)
- 17 septembre : Giovanni Battista Melzi, 67 ans, érudit, lexicographe et encyclopédiste. (° 7 juin 1844)